# 工作分解结构
在專案管理和系統工程中，工作分解結構（英語：Work Breakdown Structure）或稱為承包商工作分解結構（英語：Contractor Work Breakdown Structure, CWBS）係將一個專案細部分解為交付標的導向的較小組成。工作分解結構是關鍵的專案交付標的，可將專案團隊工作組編成為可管理的部分。專案管理知識體系〈PMBOK第五版〉所定義的工作分解結構：「由專案團隊實施整個專案工作範圍的階層化分解，以達成專案目標，並產出必要的交付標的」。
工作分解結構的基本元素，可為資料、服務、產品或其組合，工作分解結構也為細部成本估算與管制提供了必要的框架，以及時程展開與管制的指引。

## 概述
工作分解結構係將專案階層分解成為階段、交付標的、和工作包，它是一種為了達成目標〈例如：一個計畫、專案、或契約〉所需要工作細分的樹狀結構。在一個專案或契約中，工作分解結構由其終端目標開始展開，並且就其大小、時間長短、責任劃分〈亦即，系統、次系統、元件、任務、次任務、和工作包〉依次細分為可管理的組成，包括達成目標的所有必要步驟。

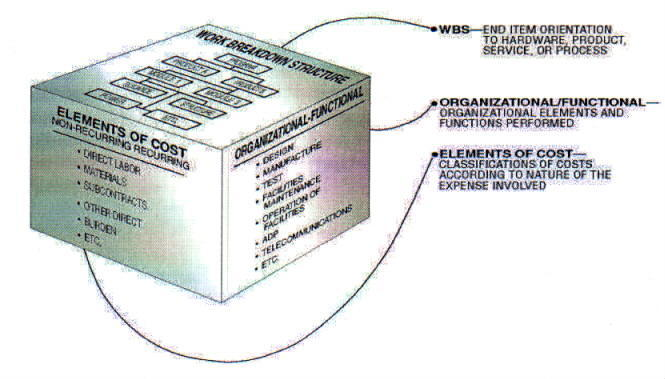
應用於美國國家航空暨太空總署〈NASA〉報告架構的工作分解結構〈範例〉。

工作分解結構提供一個契約總體規劃與管制自然展開的共同框架，也是將工作細分為可定義增量的基礎，可因此展開工作說明〈SOW〉，以及建立技術、時程、成本、和勞工工時報告。
工作分解結構允許將工作、材料 ...等下屬成本依次加總成為較高階層的上屬工作、材料 ...等成本。對於工作分解結構的每一個元素，個別產生一個待辦工作項目的說明。此一技術〈有時稱為系統分解架構〉被利用來定義和組編一個專案的全部範疇。
通常是將專案 (或規劃成果〉的主要產品組編其工作分解結構，而非那些製造產品所需要的工作 (計畫性活動〉。由於規劃成果是專案的期望終端，形成了一套相當穩定的類別組，可收集達成目標所需的各項規劃性活動的成本。一個精心設計的工作分解結構，能讓每個專案活動指派予工作分解結構的一個(也是唯一〉終端元素變得容易。除了成本計算功能，工作分解結構也有助於將需求從系統規格的一個階層映射到其他階層。例如，需求的交叉參考矩陣，將功能性需求映射於高階、或低階的設計文件。工作分解結構在水平方向可顯示為大綱形式，在垂直方向可顯示為樹狀結構 (類似組織圖〉。
工作分解結構的展開，通常發生在一個專案的開始階段，優先於專案和工作任務的細部規劃之前。

## 歷史
工作分解結構的概念，是由美國國防部從計畫評核術〈PERT〉發展出來。1957年美國海軍導入PERT，以支援發展其北極星飛彈計畫。當時並未使用「工作分解結構」一詞，首次實施的PERT將工作任務組編於產品導向的類別。
1962年6月美國國防部、NASA、和航太產業界共同出版一份PERT/COST系統的文件，此文件陳述工作分解結構的方法。這份指引獲得美國國防部長的贊同，並採用於各項勤務。1968年美國國防部發布一份美國軍規標準：MIL-STD-881 "Work Breakdown Structures for Defense Materiel Items"《中譯：國防物資之工作分解結構》，要求擴及整個美國國防部皆應使用工作分解結構。
這份文件歷經多次修訂，最近一次修訂在2011年，最新版本為 MIL-STD-881C "Work Breakdown Structures for Defense Materiel Items"，包括特定國防物資商品系統工作分解結構的定義，也發表所有系統共用的工作分解結構元素。

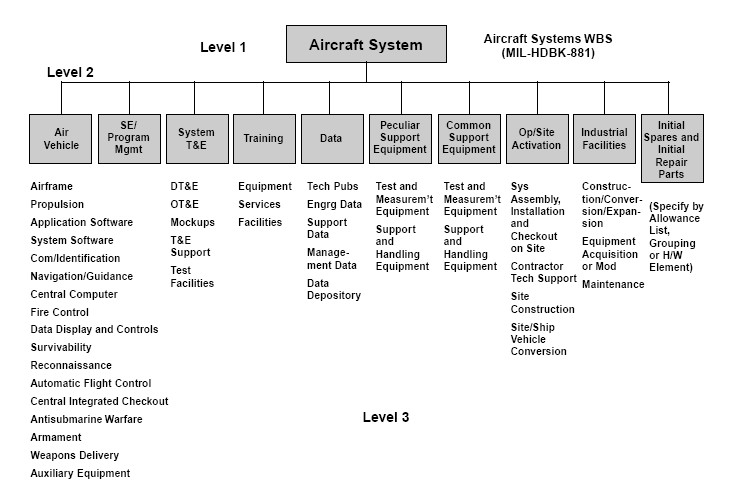
摘自 MIL-HDBK-881 的範例，圖解說明一個典型飛機系統的前三個層級。

摘自 MIL-STD-881C 的國防物資分類，如下：
- Aircraft Systems WBS〈飛機系統之工作分解結構〉
- Electronic Systems WBS〈電子系統之工作分解結構〉
- Missile Systems WBS〈飛彈系統之工作分解結構〉
- Ordnance Systems WBS〈軍械系統之工作分解結構〉
- Sea Systems WBS〈海洋系統之工作分解結構〉
- Space Systems WBS〈太空系統之工作分解結構〉
- Surface Vehicle Systems WBS〈地面車輛系統之工作分解結構〉
- Unmanned Air Vehicle Systems WBS〈無人空中載具系統之工作分解結構〉
- Unmanned Maritime Systems WBS〈無人海事系統之工作分解結構〉
- Launch Vehicle Systems WBS〈發射載具系統之工作分解結構〉
- Automated Information Systems WBS〈自動化資訊系統之工作分解結構〉

在 MIL-STD-881C 的 Appendix L 列出共同的元素：「整合，總成，測試和檢出」、系統工程、計畫管理、系統測試評估、訓練、資料、特殊支援設備、共同支援設備、操作/現地激活、工業設施、初始備件和維修零件。此標準也包括額外的共同元素，獨特於太空系統、發射載具系統、和自動化資訊系統。
在1987年專案管理協會（PMI）提出這些技術擴充跨越非國防組織的文獻。專案管理知識體系〈PMBOK〉指引提供工作分解結構概念的綜觀，其"工作分解結構之實踐標準"可與美國國防部標準相互媲美，但傾向於更一般的應用。

## 設計原則

### 100％規則
工作分解結構的一個重要設計原則，稱為100％規則。定義如下：
100％規則敘明：工作分解結構包括100％專案範疇所定義的工作，並且就待辦工作〈亦包括專案管理〉捕捉全部的交付標的〈包括內部、外部、和過渡時期〉。100％規則係為指引工作分解結構展開、分解、和評估的最重要原則，此規則應用在階層中的所有層級。在下屬層級的工作總合，必須等同於上屬層級所代表的工作。工作分解結構不應包括任何在實際專案範疇以外的工作。亦即，工作分解結構不會囊括超越100％的工作。100％規則也應用在活動層級，在各個工作包的活動，其所代表工作的加總必須達成100％足以完成工作包的必要工作。

#### 互斥元素
互斥：除了100％規則外，重要的是一個工作分解結構不同元素間的範疇定義不能重疊。歧義可能導致重複的工作、或與責任權限有關的誤傳。此重疊也可能導致專案成本計算的混亂。如果工作分解結構的元素名稱有歧義，工作分解結構說明表〈WBS dictionary〉有助於釐清工作分解結構各元素間的分別。工作分解結構說明表以里程碑、交付標的、活動、範疇〈有時也包括：日期、資源、成本、品質〉來描述工作分解結構的各個元素。

### 計劃結果，而不是行動
如果工作分解結構設計者嘗試在工作分解結構去捕捉任何行動導向的細節，設計者將可能收錄太多的行動，或太少的行動。太多的行動將超過100%的上屬範疇，太少的行動也將不足100%的上屬範疇。堅持100%規則的最佳方式，是以結果來定義工作分解結構元素，而非行動。這也確保工作分解結構不是過度規定的方法，允許較大的創造力，和專案參與者的創造性思維。對於新產品開發專案，為確保結果導向的工作分解結構，最常見的技術是採用產品分解結構。特性驅動開發〈Feature Driven Development, FDD〉軟體專案使用類似的技術，採用特性分解結構。當一個專案提供專業的服務，一種常見的技術是去捕捉所有計畫的交付標的，以產生交付標的導向的工作分解結構。工作分解結構以專案階段〈例如：初步設計階段、關鍵設計階段〉細分工作，必須確保各階段以交付標的加以明確劃分，也使用於定義進入和退出標準〈例如：核准的初步、或關鍵設計審查〉。

### 細節層級
任何人必須決定何時去停止細分工作成為較小的元素，將有助於決定必要的活動持續時間，以產生工作分解結構所定義的交付標的。當決定一個活動、或一組活動的適當持續時間時，有一些啟發法或經驗法則可使用，以產生工作分解結構所定義的特定交付標的。
- 首先為「80小時規則」，表示在工作分解結構最低的細節層級，一個活動、或一組活動必須以超過80小時的努力，才能夠產生一個單一的交付標的。
- 第二個經驗法則，表示在工作分解結構最低的細節層級，一個活動、或一組活動不應該比一個單一的報告期長久。因此，如果專案團隊每月報告進度，單一的活動、或一系列活動不應該比1個月長久。
- 最後一個啟發法是「如果說得通」規則，運用此經驗法則，任何人都能夠利用「常識」，尤其在建立單一的活動、或一組活動的持續時間，以產生工作分解結構所定義的交付標的。

在活動層級的工作包，其工作任務為：
- 可以切合實際和自信地估算；
- 讓「無意義」實事求是，以打斷任何的更進一步；
- 可以依據上述定義的啟發法之一，完成任務；
- 產生一個可以衡量的交付標的；
- 形成一個工作的獨特包裹，可以外包。

### 編碼方案
很常見把工作分解結構元素按順序編號，以透露出層次結構。編號目的是提供一致的方法去識別與管理工作分解結構，適用於類似系統，不管任何承包商或服務。例如：1.1.2 Propulsion 〈如下範例〉可識別出此項目為工作分解結構第三層級的元素，因為有三個數字以小數點區隔開。編碼方案也有助於工作分解結構元素在任何形式書寫文字被辨認出來，也允許映射於工作分解結構說明表。
一個工作分解結構編碼方案的實際範例：
1.0 Aircraft System
1.1 Air Vehicle
1.1.1 Airframe
1.1.1.1 Airframe Integration, Assembly, Test and Checkout
1.1.1.2 Fuselage
1.1.1.3 Wing
1.1.1.4 Empennage
1.1.1.5 Nacelle
1.1.1.6 Other Airframe Components 1..n (Specify)
1.1.2 Propulsion
1.1.3 Vehicle Subsystems
1.1.4 Avionics
1.2 System Engineering
1.3 Program Management
1.4 System Test and Evaluation
1.5 Training
1.6 Data
1.7 Peculiar Support Equipment
1.8 Common Support Equipment
1.9 Operational/Site Activation
1.10 Industrial Facilities
1.11 Initial Spares and Repair Parts

### 終端元素
在一個樹狀結構的最低元素，終端元素不能再進一步細分。在一個工作分解結構中，這樣的元素〈活動、或交付標的〉也稱為工作包，可用來估算資源需求、預算、和持續時間，可用相依性連結，可排定時程。在工作分解結構元素和組織部門的交接處，管制帳號與工作包被建立，效能也被規劃、衡量、記錄、與管制。工作分解結構可以向下表達至任何的關注層級，建議至少應有三個層級，為了高成本、或高風險項目可添加額外層級，對於系統工程、或計劃管理等案例，可有二個細節層級。從美國軍規標準列舉的範列，也顯示出工作分解結構的深度變異，例如：軟體開發為五個層級，消防系統為七個層級。

### 符合規範
工作分解結構的較高層級架構，在組織、或領域之內應與現存的任何規範或範本指令相符。例如，為美國海軍造船必須遵循美國海軍建物內嵌的軍規標準〈MIL-STD〉航海條款和階層架構，並符合美國海軍總部、以及為了匹配美國海軍建物結構所建立的程序書，因此工作分解結構元素在階層中編碼和命名的任何重大變更，將是不可接受。

## 範例

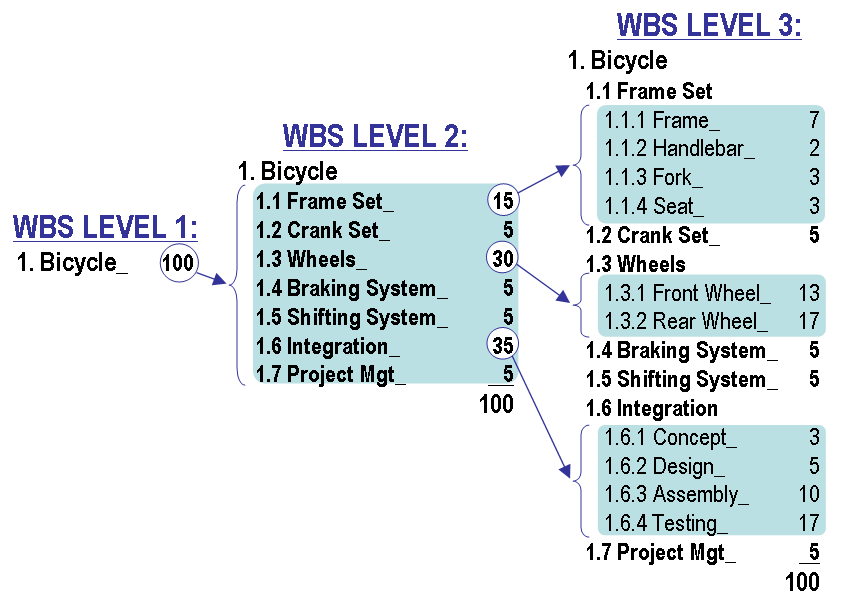
工作分解結構的建置技術，在工作分解結構建置過程中利用100%規則。

左圖顯示一個工作分解結構的建置技術，展示100%規則和「逐步闡述」的技術。在工作分解結構的第一層級，顯示一個客制化腳踏車設計建構專案全部範疇的100個單位工作任務。在工作分解結構的第二層級，100個單位被細分為七個元素，可依據努力或成本，配置單位數量至每個工作任務的元素，這不是工作任務持續時間的估算。
工作分解結構第二層級的三個最大元素，被進一步細分至第三層級。在第三層級的二個最大元素，各別只代表17%的專案全部範疇。這些最大元素可利用前述的「逐步闡述」技術，被進一步細分。
工作分解結構設計可藉由軟體〈例如一個電子試算表〉支援，以允許點值的自動滾動。努力和成本的估算，可透過專案團隊成員間的討論。這個協作技術建置更大洞察力於範疇定義、基本假設、以及專案管理所需粒度〈level of granularity〉的共識。

## 誤區
- 工作分解結構並不是工作的詳細清單，而是專案範疇的綜合分類。
- 工作分解結構既不是專案計劃、專案時程表、也不是時序列表。它指明了將要完成的工作，而不是如何完成、或何時完成工作。
- 工作分解結構不是組織階層，雖然可能被使用來指派權責。參見責任分配矩陣〈RACI matrix〉〈也稱為人員配置矩陣〉。

## 延伸閱讀
- Carl L. Pritchard. Nuts and Bolts Series 1: How to Build a Work Breakdown Structure ISBN 1-890367-12-5
- Project Management Institute. Project Management Institute Practice Standard for Work Breakdown Structures, Second Edition (2006) ISBN 1-933890-13-4  (Note: The Second Edition is an extensive re-write of the Practice Standard.)
- Gregory T. Haugan. Effective Work Breakdown Structures (The Project Management Essential Library Series) ISBN 1-56726-135-3
- Dennis P. Miller, PMP, "Building Your Project Work Breakdown Structure -- Visualizing Your Objectives, Deliverables, Activities and Schedule". ISBN 1-42006969-1 (Note: This new book is essentially a facilitator's guide for planning a project based on the WBS.)

## 外部連結
- 维基共享资源上的相關多媒體資源：工作分解结构
- how to create work breakdown structure WBS using standard Division of work （页面存档备份，存于）
- EverySpec.Com copies of MIL-HDBK-881 versions （页面存档备份，存于）
- ASSIST entry for MIL-HDBK-881C  （页面存档备份，存于）
- Defense Acquisition University ACQ101 Summary for Work Breakdown Structures
- How to Make a Work Breakdown Structure
- NASA Work Breakdown Structure Handbook, NASA/SP-2010-3404, January 2010